# Rhagonycha neglecta
Rhagonycha neglecta es una especie de coleóptero de la familia Cantharidae.

## Distribución geográfica
Habita en Italia.